# Кеннеди, Сэнди
Александер (Сэнди) Кеннеди (англ. Alexander (Sandy) Kennedy; 13 марта 1853, Александрия, Данбартоншир или Бонхилл — 26 декабря 1944, Белфаст) — шотландский футболист, полузащитник.

## Биография
Сэнди Кеннеди родился 13 марта 1853 года в британском городе Александрия (по другим данным, в городе Бонхилл).
Играл в футбол на позиции полузащитника. В 1874—1876 годах выступал за «Истерн» из Глазго, в 1876—1884 годах — за «Терд Ланарк» из Глазго.
В 1875—1884 годах провёл 6 матчей за сборную Шотландии, мячей не забивал. Дебютным для Кеннеди стал товарищеский поединок 6 марта 1875 года в Лондоне против сборной Англии (2:2). В 1884 году стал победителем домашнего чемпионата Великобритании.
Умер 26 декабря 1944 года в британском городе Белфаст.

## Достижения

### Командные
- Победитель домашнего чемпионата Великобритании (1): 1884.